# Tachornis
Tachornis es un género de aves de la familia de los apódidos. Se conocen como vencejillos y se distribuyen por América.

## Lista de especies
Según la clasificación del Congreso Ornitológico Internacional (versión 5.1, 2015), este género está conformado por tres especies:
- Tachornis furcata
- Tachornis squamata
- Tachornis phoenicobia

Además, se descubrió en Puerto Rico una especie extinta del Pleistoceno Superior:
- Tachornis uranoceles